# Mitt bultande hjärta
Mitt bultande hjärta är ett musikalbum från 2008 av och med Karin Green, producerat av Olle Nyberg.

## Låtlista
1. Mitt bultande hjärta
2. Nollställd
3. Lyss till den kärlek
4. En liten stråle ljus
5. Oslagbara
6. Mamma
7. Gör mig modig - gör mig stark
8. Pappa
9. Det gör så ont
10. Du är inte ensam
11. Murarna rämnar
12. Trygg och varm

## Medverkande
- Olle Nyberg - Arrangör och producent. Klaviaturer, klockspel, elbas, el- och slidegitarr, kör, programmering.
- Karin Green - Text och musik samtliga spår, solosång och kör.
- Klas Anderhell - Trummor
- Mads Michelsen - Percussion
- Klas Hägglund - Elbas
- Mats Englund - Elbas
- Daniel Lindblom - Elgitarr, akustisk gitarr
- Torbjörn Carlsson - Elgitarr
- Putte Snitt - Akustisk gitarr
- Jonas Göransson - Akustisk gitarr
- Erika Borg - Solosång
- Kjell Segebrant - Kör
- Petra Kvännå - Kör
- Malvina Larholm Nyberg - Kör
- Glenn Jönefors - Mastering
- Anders Klockar - Layout, trycksaker
- Ida Melin - Omslagsfoton